# Hemelytroblatta zolotarevskyi
Hemelytroblatta zolotarevskyi är en kackerlacksart som först beskrevs av Lucien Chopard 1940.  Hemelytroblatta zolotarevskyi ingår i släktet Hemelytroblatta och familjen Polyphagidae.
Artens utbredningsområde är Mauretanien. Inga underarter finns listade i Catalogue of Life.